# Cypridopsis musquizensis
Cypridopsis musquizensis är en kräftdjursart som beskrevs av Tressler 1954. Cypridopsis musquizensis ingår i släktet Cypridopsis och familjen Cyprididae. Inga underarter finns listade i Catalogue of Life.